# Таранова Вікторія Львівна
Вікторія Львівна Таранова (нар. 14 грудня 1967 року, Харків, Українська РСР) — оперна співачка (сопрано).

## Біографія
Вікторія Таранова народилася у місті Харкові у родині музикантів. Її батько, Лев Таранов — засновник і диригент унікального ансамблю акордеоністів (діти та дорослі). Ансамбль з успіхом брав участь у безлічі святкових, державних та урядових концертів. У репертуарі ансамблю були класичні, популярні народні мелодії, а також власні твори Льва Таранова. Її мати, Ірина Осипенко, викладач фортепіано, сприяла творчості чоловіка, індивідуально працюючи з учасниками ансамблю. Сама володіючи від природи гарним голосом, Ірина стала першою людиною, яка запровадила Вікторію у світ вокалу.
Після закінчення середньої музичної школи за класом фортепіано Вікторія Таранова вирішила змінити напрямок своєї кар'єри та вступила на вокальне відділення Харківського інституту мистецтв. Уже після закінчення дипломної вистави Вікторії було запропоноване місце солістки у Київському оперному театрі. Проте особливі сімейні обставини змусили її відхилити пропозицію. Натомість вона стала солісткою Харківської обласної філармонії. Незабаром після вступу на роботу вона розпочала свою сольну кар'єру як концертна та камерна співачка.
За час навчання в Інституті мистецтв у репертуарі Вікторії Таранової з'явилися такі оперні партії: Сюзанна в «Одруженні Фігаро», Кароліна в «Таємному шлюбі» Доменіко Чімароза, Снігуронька в однойменній опері та інші.
Ще студенткою Вікторія Таранова почала брати участь у різних концертах, телевізійних та радіопередачах. Ставши солісткою філармонії, продовжила концертну діяльність тепер уже не лише в Харкові, а також виїжджаючи на гастролі до інших міст СРСР та за кордон. Найбільшу популярність та особливе кохання слухачів завоювала театралізована постановка співачкою своєї сольної програми «Vita Nova» («Нове Життя»), складена з вокальних творів італійського композитора Антоніо Вівальді у супроводі органу10[джерело?]. Дуже тепло прийнята в Харківському будинку камерної та органної музики у приміщенні Успенського собору , ця програма також була представлена Вікторією та в інших містах СРСР під час своїх гастролей.

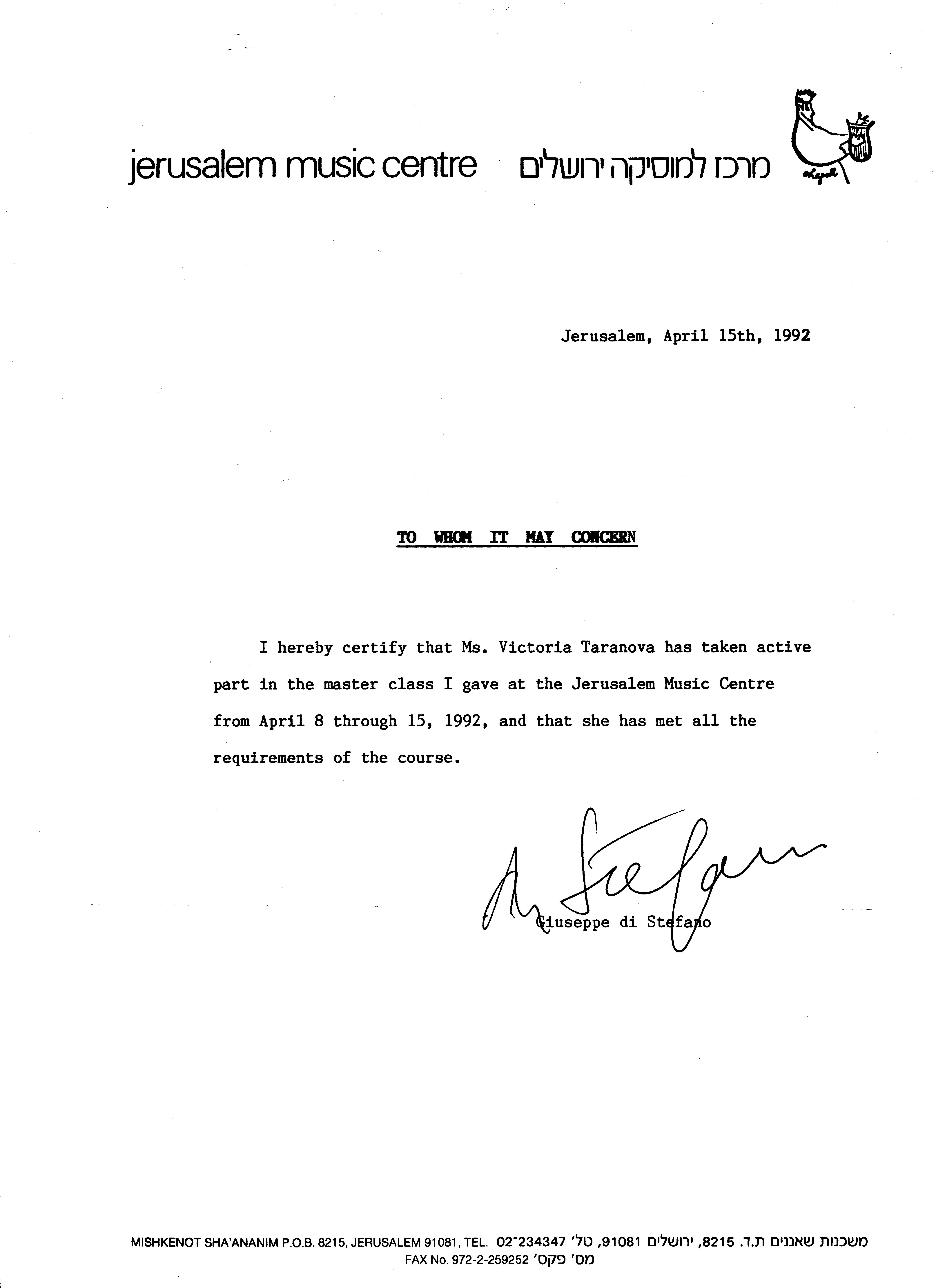
Диплом майстер-класу ді Стефано

У 90-х роках репатріювалася з усією своєю сім'єю до Ізраїлю, де отримала можливість стажуватися як професійна оперна співачка в Тель-Авівському університеті, а також брати участь у діяльності міжнародного Інституту вокальної майстерності «Метрополітен Опера — Нова Ізраїльська Опера» разом із Доротеєю Решман. В Ізраїлі Таранова брала участь у різних майстер-класах, що проводяться такими всесвітньо відомими майстрами оперної сцени, як Джузеппе ді Стефано, Фйоренца Коссотто, Альфредо Краус, Ілеана Которубаш, Олена Образцова, Федеріко Давіа та Джоан Дорнеман. За цей час Таранова значно розширила свій оперний репертуар, додавши такі партії: Мюзетта в «Богемі», Віолетта у «Травіаті», Цариця Ночі та Констанца в «Чарівній флейті» та «Викрадення з сералю». Крім цього, Вікторія Таранова з успіхом брала участь у великій кількості державних, приватних та святкових концертів. Деякі з яких транслювалися загальнонаціональним радіо та телебаченням.
Незабаром була помічена оперними агентами та запрошена до Європи для роботи як оперна та концертна співачка. Беручи участь в оперних спектаклях, Таранова не тільки використала вже існуючий репертуар, але також отримала можливість виконати нові партії: Джильда в «Ріголетто», Лючія ді Ламмермур в однойменній опері Доніцетті, Дочка в «Кардильяку» Гіндеміта. Крім оперних вистав Вікторія також брала участь у різних камерних (зокрема «Вечір російського романсу та німецьких класичних пісень»), меморіальних (включаючи органні) та святкових концертах; а також телевізійних та радіопередачах.
Після прибуття до Північної Америки Вікторія Таранова продовжила свою кар'єру, ставши відомою і на американському континенті співачкою. До оперного репертуару додані партії Лукреції Борджіа в однойменній опері Доніцетті, Донни Анни в «Дон Жуані», Клеопатри в «Юлії Цезарі» Генделя та інші. З успіхом відбуваються концерти в Торонто, Нью-Йорку, Монреалі та виступи на телебаченні (канал «Браво» та російські етнічні програми).
Вікторія Таранова — призер різних вокальних конкурсів, зокрема Державного музичного конкурсу (Україна), музичного конкурсу фонду Америка-Ізраїль, Національного музичного конкурсу (Ізраїль) та інших. Вона також бере участь у багатьох музичних подіях єврейських громад (колишній СРСР, Німеччина та Північна Америка). Її особливий вокальний та музичний дар був відзначений такими відомими канторами як Луїс Данто, Девід Баглі та Єгуда Ротнер.10[джерело?].
На сьогоднішній день репертуар Вікторії Таранової включає музичні твори різних жанрів і стилів 14 мовами світу.